# I'm in Miami Bitch
«I'm in Miami Bitch» —conocida como «I'm in Miami Trick» en la versión censurada— es una canción interpretada por el dúo de electro hop estadounidense LMFAO, lanzada como uno de los sencillos del álbum Party Rock, el cual fue nominado a un Grammy por Mejor Álbum de Electrónica/Dance. El sencillo alcanzó el puesto número 51 en el Billboard Hot 100 de Estados Unidos y el número 37 en el Canadian Hot 100.
Además de las muchas versiones alternativas de la canción, hay un remix de la versión original y que cuenta con Pitbull. A nivel internacional, el mashup con "Let the Bass Kick" por Chuckie es más popular (llamado "Let the Bass Kick in Miami Bitch"). Esta versión fue lanzada como sencillo y entró en las listas en el Reino Unido en el número 9, que es la posición más alta en ese país.

## Vídeo musical
El vídeo musical demuestra ser pornográfico, en el inicio LMFAO se visten, y se van a una clase
de discoteca donde empiezan a cantar, en donde hace una aparición su mentor Will.i.am. Es aquí donde empieza el erotismo, con una mujer en Bikini, luego van a un "Party Hot (Fiesta Hot)" donde las mujeres empiezan a ser seducidas por varias personas, incluyendo LMFAO, más tarde suben a un bus, donde muestran más erotismo, y empiezan a mostrar senos, en una escena se ve una mujer con los senos al aire, le ponen espuma en los senos, y una mujer empieza a chupar la espuma, luego los pillan los policías, donde los vigilan secretamente, luego de un alboroto, ellos los quieren detener, pero los dejan pasar, y al final salen LMFAO con unas chicas, todos con el trasero al aire. Hace una aparición en el video, la actriz porno Jenny Hendrix. Obviamente, la versión "I'm In miami trick" esta censurada.

## Versiones alternativas
La canción se tituló originalmente "I'm in Miami Bitch", pero que fue editado para su difusión en radio como "I'm in Miami Trick". En la comunidad de rap, "bitch" a menudo se sustituye por "trick" en las versiones limpias. Hay muchas versiones alternativas de la canción, por lo general están pensadas para reproducir en las emisoras de radio dance/pop en cada ciudad. Muchas de las versiones que aparecen a continuación han sido lanzadas a través de la tienda iTunes y Zune Marketplace como un álbum de remezclas titulado I'm in Your City Bitch, con cada nueva versión disponible físicamente solo en su respectiva ciudad (con la excepción de "I'm in Miami Bitch").
En una sorpresiva aparición en Coachella junto a artistas de la música electrónica como Crystal Method, LMFAO realizó "I'm in Coachella Bitch", mientras vestían de robots.
Además, para algunas versiones internacionales fuera de EE. UU., el nombre del país se utilizó en su lugar. Por ejemplo, en el Reino Unido, que dice: "I'm in UK Bitch", en Croacia: "I'm in Croatia Bitch", o en los Emiratos Árabes Unidos que dice: "I'm in UAE Bitch".
David Guetta supo utilizar el a cappella de la canción en varios de sus conciertos.
Hay una versión utilizada en un video promocional de la segunda serie de reality show British ITV2 "The Only Way Is Essex" con la letra "I'm in Essex Girl".

## Versión de DJ Chuckie
«Let the Bass Kick in Miami Bitch» (también conocido por la versión limpia, «Let the Bass Kick in Miami Girl») es un mashup de la canción de DJ Chuckie "Let the Bass Kick" y "I'm in Miami Bitch" de LMFAO. Fue lanzado en algunos países y donde llegó más alto fue en el Reino Unido, donde alcanzó el puesto n.º 9 en el UK Singles Chart, y n.º 1 permaneciendo en lo más alto de la lista dance durante un par de semanas. En 2013, esta versión fue incluido en el álbum compilatorio de Chuckie, The Best of Chuckie.

### Lista de canciones
| CD Single |                                                                   |          |  |
| N.º       | Título                                                            | Duración |  |
| 1.        | «Let The Bass Kick In Miami Bitch» (Radio Edit)                   | 2:44     |  |
| 2.        | «Let The Bass Kick In Miami Bitch» (Extended Mix)                 | 6:51     |  |
| 3.        | «Let The Bass Kick» (Original Radio Edit)                         | 3:56     |  |
| 4.        | «Let The Bass Kick» (Original Mix)                                | 5:38     |  |
| 5.        | «Let The Bass Kick (Feat. Jermaine Dupri & Lil Jon)» (Radio Edit) | 3:08     |  |

| Descarga digital |                                                                       |          |  |
| N.º              | Título                                                                | Duración |  |
| 1.               | «Let The Bass Kick In Miami Bitch» (Extended Mix)                     | 6:52     |  |
| 2.               | «Let The Bass Kick In Miami Bitch» (MYNC I'm In Richmond Bitch Remix) | 6:43     |  |

| Vinyl, 12" |                                                   |          |  |
| N.º        | Título                                            | Duración |  |
| 1.         | «Let The Bass Kick In Miami Bitch» (Extended Mix) | 6:49     |  |
| 2.         | «Let The Bass Kick» (Silvio Ecomo Mix)            | 6:35     |  |
| 3.         | «Let The Bass Kick» (Joachim Garraud Remix)       | 7:16     |  |
| 4.         | «Let The Bass Kick» (Original Mix)                | 5:35     |  |

## Posicionamiento en listas y certificaciones
| Lista (2008)                              | Mejor posición |
| ----------------------------------------- | -------------- |
| Australia (ARIA)                          | 27             |
| Canadá (Hot 100)                          | 37             |
| Estados Unidos (Billboard Hot 100)        | 51             |
| Estados Unidos (Pop Songs)                | 27             |
| Reino Unido (The Official Charts Company) | 86             |

| Lista (2009)                    | Mejor posición |
| ------------------------------- | -------------- |
| Bélgica (Flandes) (Ultratop 50) | 17             |
| Bélgica (Valonia) (Ultratop 50) | 38             |
| Países Bajos (Dutch Top 40)     | 17             |
| Reino Unido (UK Dance Chart)    | 1              |
| Reino Unido (UK Singles Chart)  | 9              |

| País      | Organismo certificador | Certificación    | Ventas |
| --------- | ---------------------- | ---------------- | ------ |
| Australia | ARIA                   | Disco de Platino | 70 000 |
| Canadá    | Music Canada           | Disco de Platino | 80 000 |